# ランベルト・スストリス
ランベルト・スストリス（蘭: Lambert Sustris, 1515年頃 - 1591年頃）は、主にヴェネツィアで活動したオランダの画家である。ヴェネツィア派の巨匠ティツィアーノ・ヴェチェッリオの工房で働いた。

## 経歴
アムステルダムに生まれた。修業時代についてはよく分かっていないが、マールテン・ファン・ヘームスケルクとヤン・ファン・スコーレルのもとで修業を積んだとされる。彼は人生のほとんどをイタリアで過ごした。スストリスは1530年代にヘームスケルクとともにローマに滞在したのち、40歳以上になってからヴェネツィアを訪れてティツィアーノの工房に入った。工房での彼はアルベルト・デ・オランダ（オランダのアルバート）とも呼ばれ、風景の描写を専門としていた。ジョルジョ・ヴァザーリによると1540年から1543年にパドヴァの宮殿と別荘のフレスコ画装飾に従事した。パドヴァ近郊のヴィラ・デイ・ヴェスコヴィのフレスコ画は現在スストリスに帰属されている。1548年および1550年から1551年にかけて、スストリスはティツィアーノに同行してアウクスブルクに旅行し、そこで肖像画を描いている。ヴェネツィアに戻ってからはパルミジャニーノとアンドレア・メルドラに影響を受けた。イタリアで完成したスストリスの作品はマニエリスム様式あるいは前バロックのいずれかに見なされる品質を示している。
また彼はジローラモ・ムジアーノの師であった。ムジアーノの研究者、パトリツィア・トシーニ（Patrizia Tosini）が指摘したように、スストリスの作品は弟子ムジアーノを介して、16世紀半ばのヴェネツィア人の景観への関心と歴史的主題の背景としての風景画の役割が16世紀半ばから後半にかけてローマに広まるうえで重要な意味を果たしている。
息子に画家、建築家のフリードリヒ・スストリスがいる。

## ギャラリー

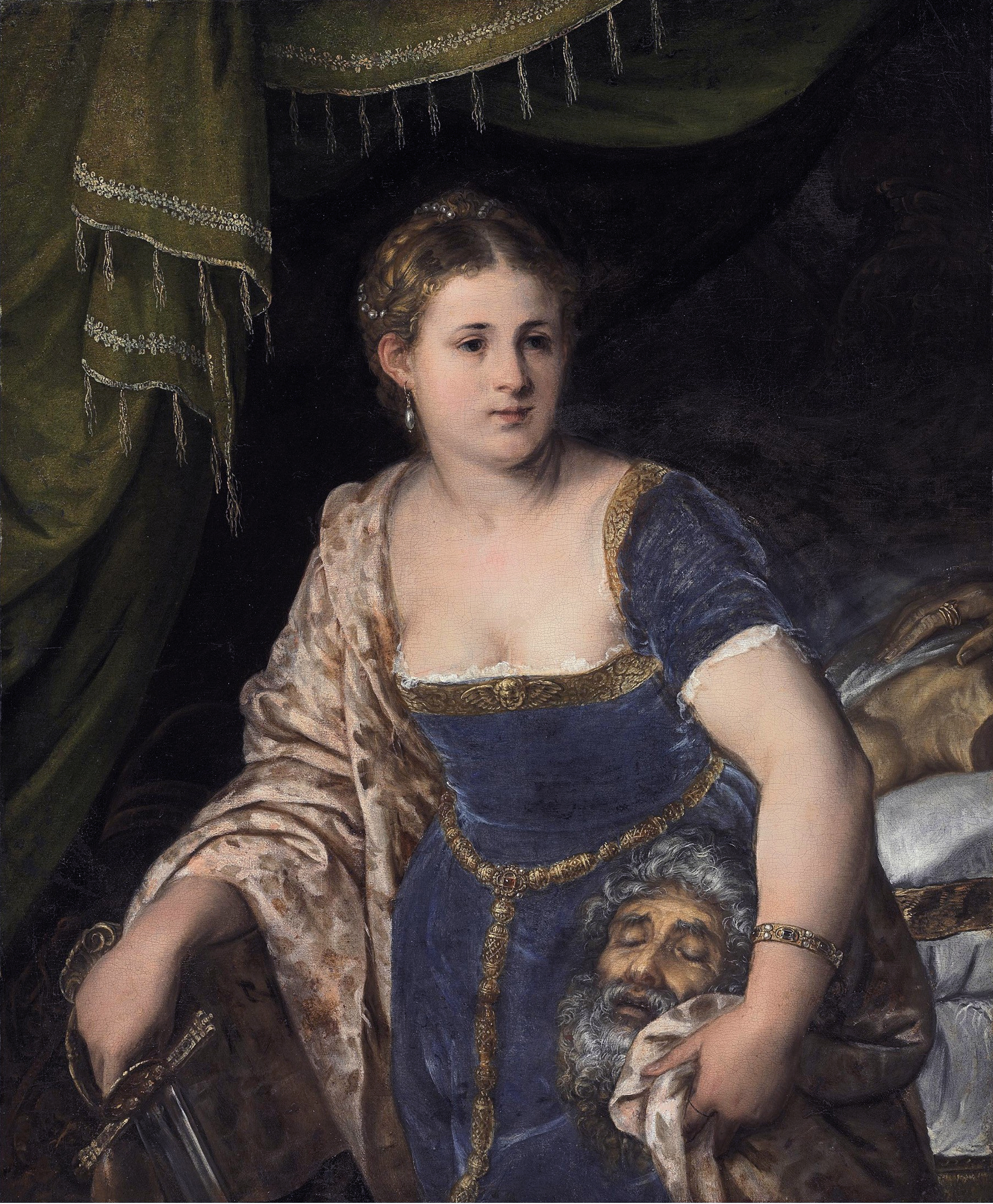
『ホロフェルネスの頭を持つユディト』16世紀
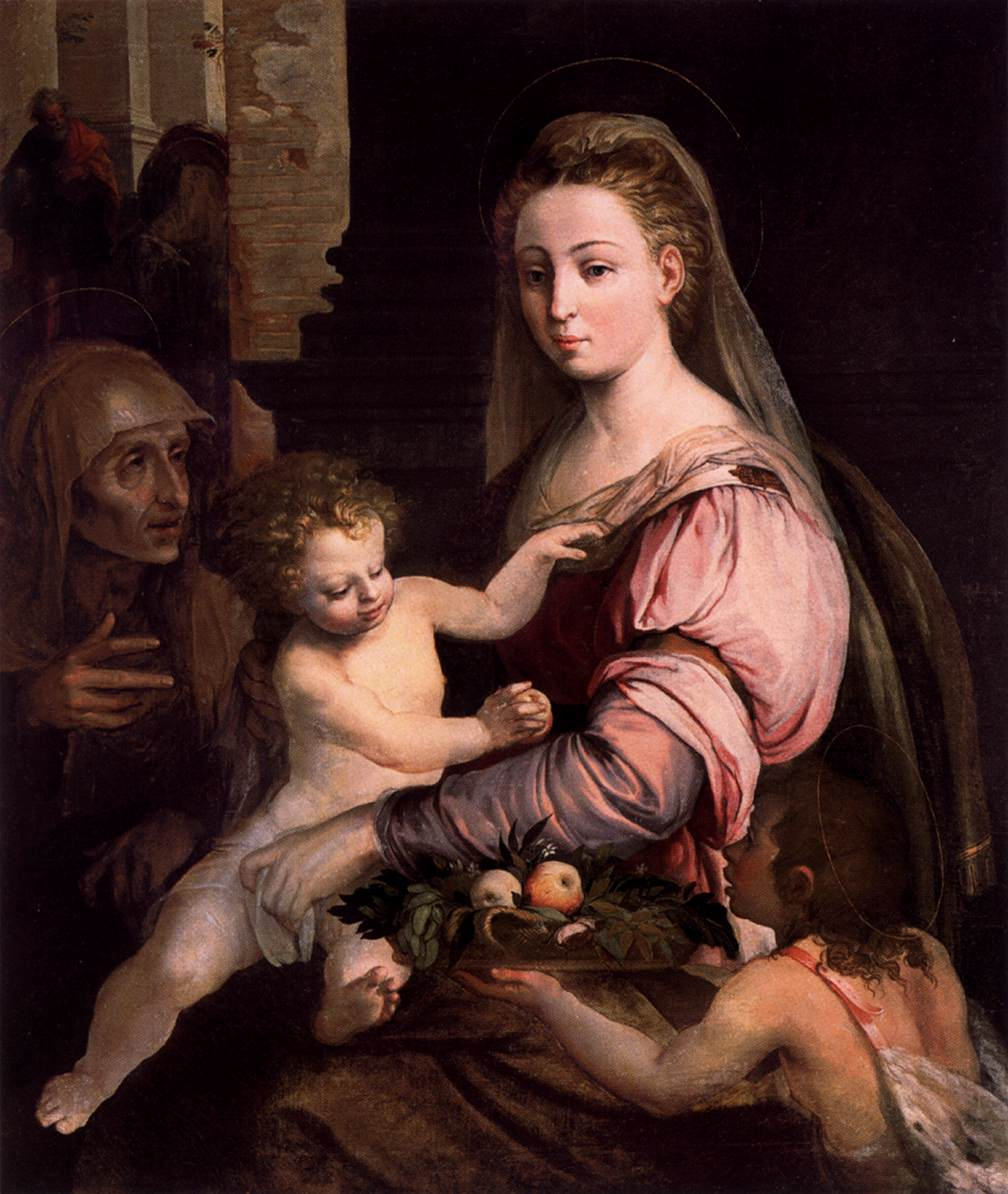
『聖母子と聖アンナ、幼い聖ヨハネ』 16世紀後半 ボルゲーゼ美術館所蔵
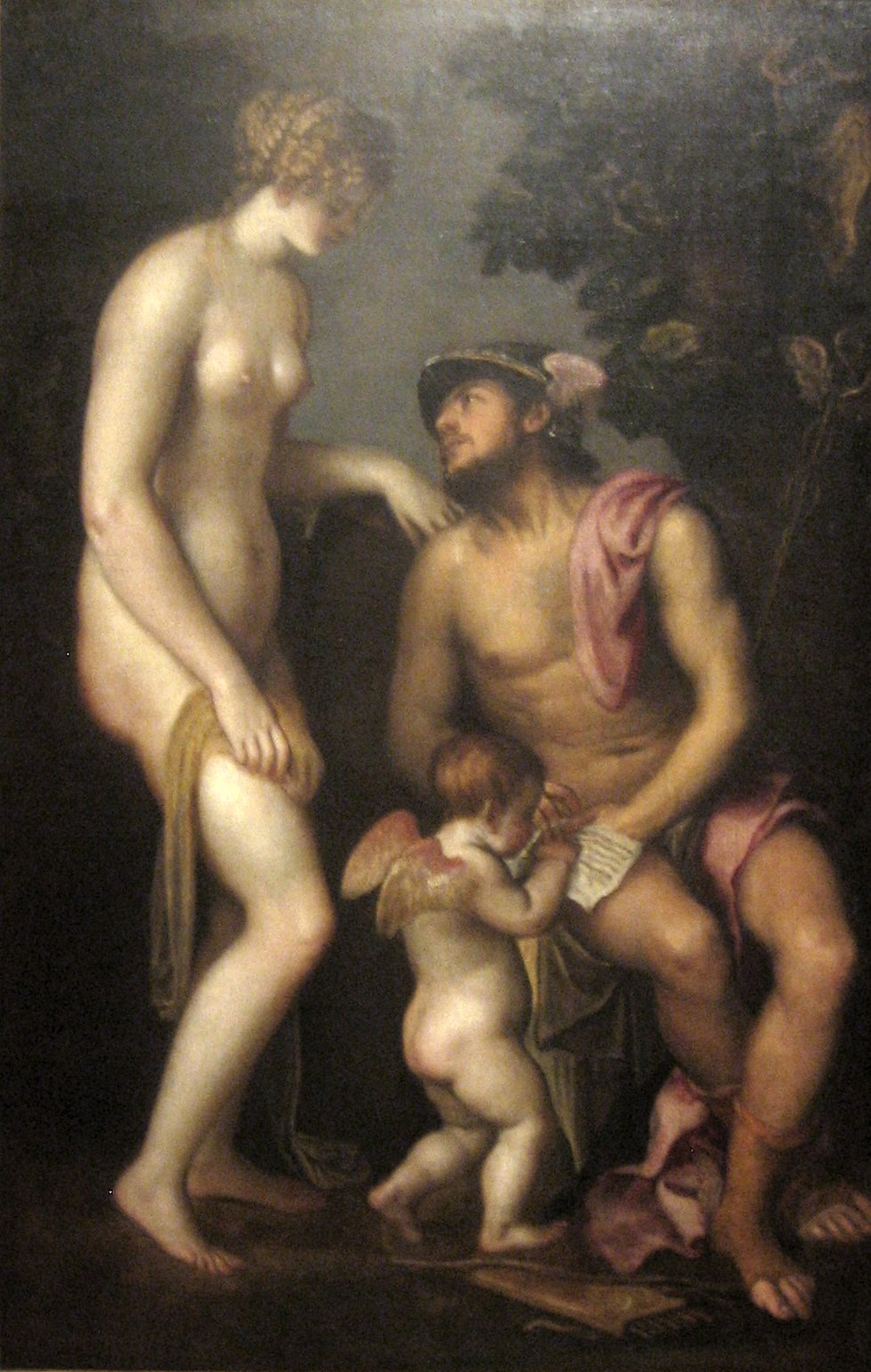
『キューピッドの教育』 1540年頃 エルパソ美術館（英語版）所蔵
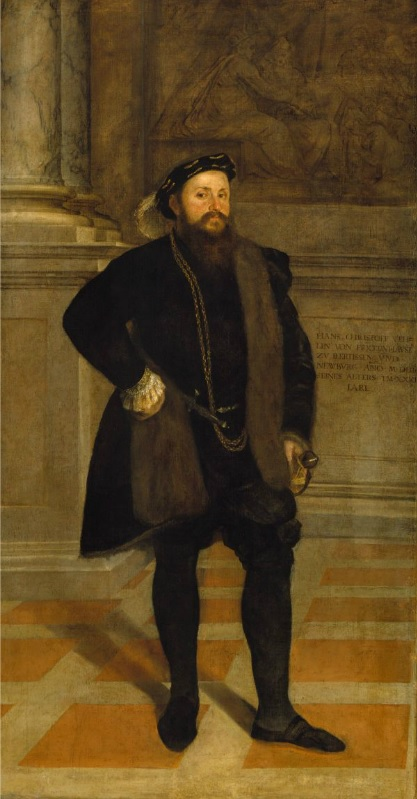
『ハンス・クリストフ・フェーリン・フォン・フリッケンハウゼン』 1552年 アルテ・ピナコテーク所蔵

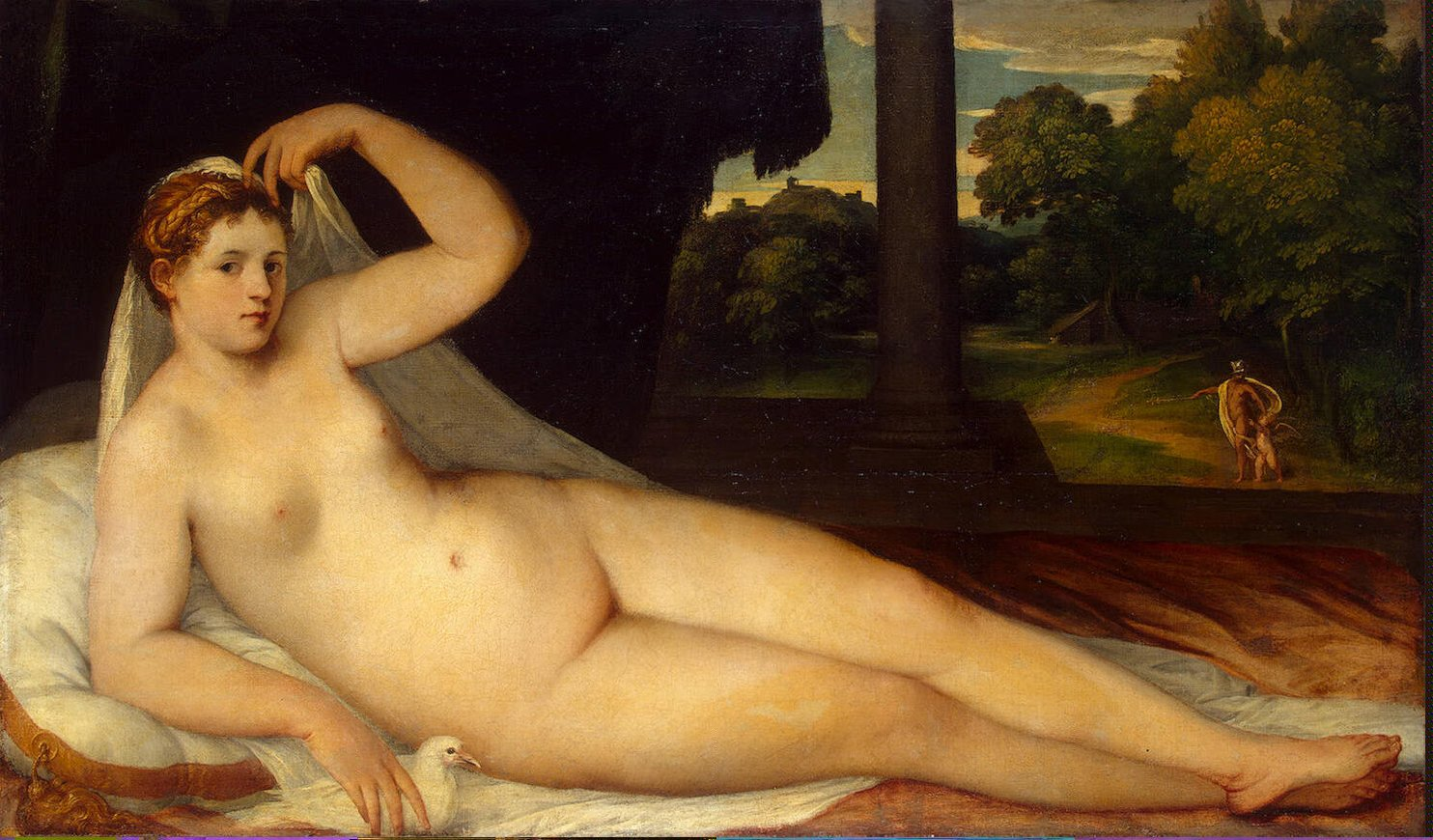
『ヴィーナス』1540年-1565年頃 エルミタージュ美術館所蔵
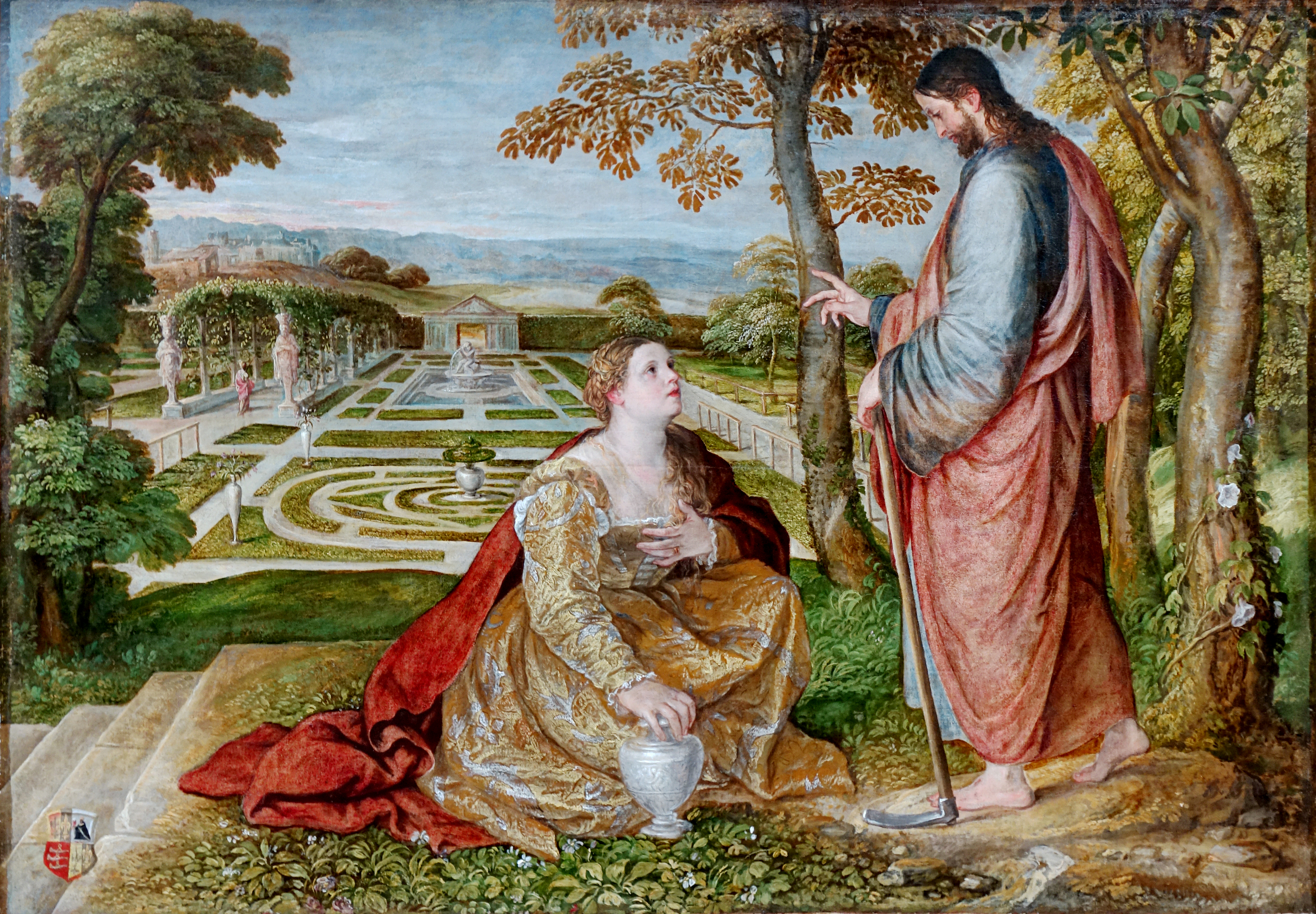
『ノリ・メ・タンゲレ』1548年-1560年頃 リール宮殿美術館所蔵
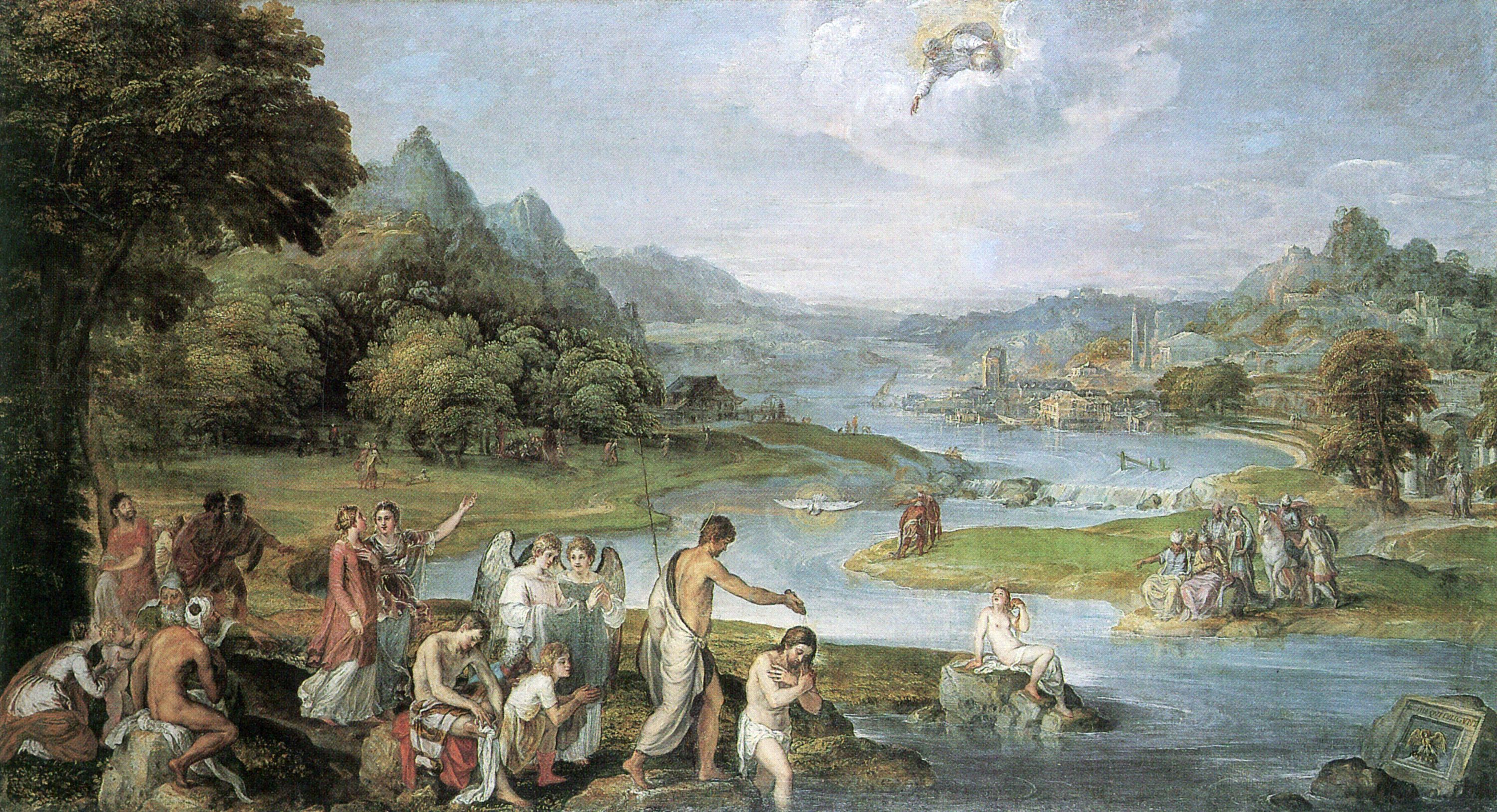
『キリストの洗礼』1591年